# …(Puntos suspensivos)
…(Puntos suspensivos), también conocida como Dot… Dot… Dot…, es una película argentina dramática de 1970 escrita y dirigida por Edgardo Cozarinsky. Es protagonizada por Jorge Álvarez, Marcia Moretto, Roberto Villanueva y Marilú Marini. Fue filmada en colores y no fue estrenada comercialmente, siendo exhibida por primera vez en el Festival Internacional de Cine de Cannes de 1971. También fue seleccionada como candidata a la Mejor Película en el Festival del Museo de Arte Moderno de Nueva York y en el Festival de Festivales de Londres en 1971.
Cozarinsky tardó un año en filmar la película, ya que lo hacía con una cámara prestada durante los fines de semana. La película incluye un fragmento de Nosferatu, eine Symphonie des Grauens (1922), filme mudo dirigido por F. W. Murnau.

## Sinopsis
Un cura de extrema derecha descubre a través de tres encuentros claves (con el ejército, con una familia burguesa y con un sacerdote tercermundista) que debido a su ideología ha quedado fuera de época. Los personajes representan los diferentes estamentos sociales, “la mudanza de la vieja derecha a un centro, único sitio donde hoy puede sobrevivir” (Cozarinsky, 1973: 17).

## Reparto
- Jorge Álvarez …El cura
- Marcia Moretto …La muchacha
- Roberto Villanueva …El general
- Marilú Marini
- Ernesto Schóo …El burgués
- Niní Gómez
- Néstor Paternostro
- Diana Zermoglio
- Clao Villanueva
- Víctor Solitario
- Hugo Santiago
- Manuel Mujica Lainez
- Luisina Brando
- Hugo Gambini
- Juan José Jusid
- Paulina Fernández Jurado
- Edgardo Cozarinsky

## Restauración
El negativo original fue rescatado por la Fundación Cinemateca Argentina y Cozarinsky lo llevó a Francia. En 2011 el negativo fue importado temporalmente a Buenos Aires para la obtención de una copia nueva en 35mm, que fue dosificada por Alberto Acevedo y Walter Ríos, con supervisión de Cozarinsky. Este proceso fue realizado Fernando M. Peña, con la colaboración de Museo de Arte Latinoamericano de Buenos Aires - Fundación Costantini y Cinecolor.

## Comentarios
El comentario del MALBA decía:

”Su libertad formal y su agudeza poética (y también política) la ubican entre las películas más importantes realizadas en Argentina en el período, no obstante lo cual (o quizá por eso) nunca tuvo estreno comercial y hubo muy pocas copias del film, hoy perdidas o en mal estado. 

Quintín opinó sobre el filme:

”La película está en el característico estilo del underground de esa época: desprecio por la gramática narrativa clásica, disonancias sonoras, falta de sincronización entre imagen y sonido, voz en off burlona, personajes esquemáticos, mezcla de color con blanco y negro, profundo debate ideológico sobre la Argentina contemporánea. Aunque incluye grandes momentos de contemplación y otros de preciso registro documental, Puntos suspensivos es ante todo una fábula expresionista y una película de tesis. ¡Pero qué tesis!...Con enorme clarividencia, Cozarinsky enuncia una teoría que no es la de los dos demonios sino la del Gran Demonio: tanto el discurso de la derecha como el de la izquierda radicalizadas son apenas expresiones distintas del fascismo, un fascismo que parece consustancial a los argentinos (y del que tenemos tantas evidencias cotidianas). En el medio, un seudo documental sobre Buenos Aires compara a la ciudad con Calcuta. …No estamos ante La hora de los hornos, sino frente a su puntual y decidida refutación.

Paula Wolkowicz opina:

« De forma alegórica… se vislumbran ciertos núcleos semánticos (la familia como la institución perversa de la sociedad burguesa, la conformación de un espacio totalitario, represivo y asfixiante, el cuerpo como víctima del poder represivo) que dejan en evidencia la fuerte crítica a las instituciones, al poder político de turno y a las hipocresías de una sociedad patriarcal y autoritaria.»